# 播磨高岡站

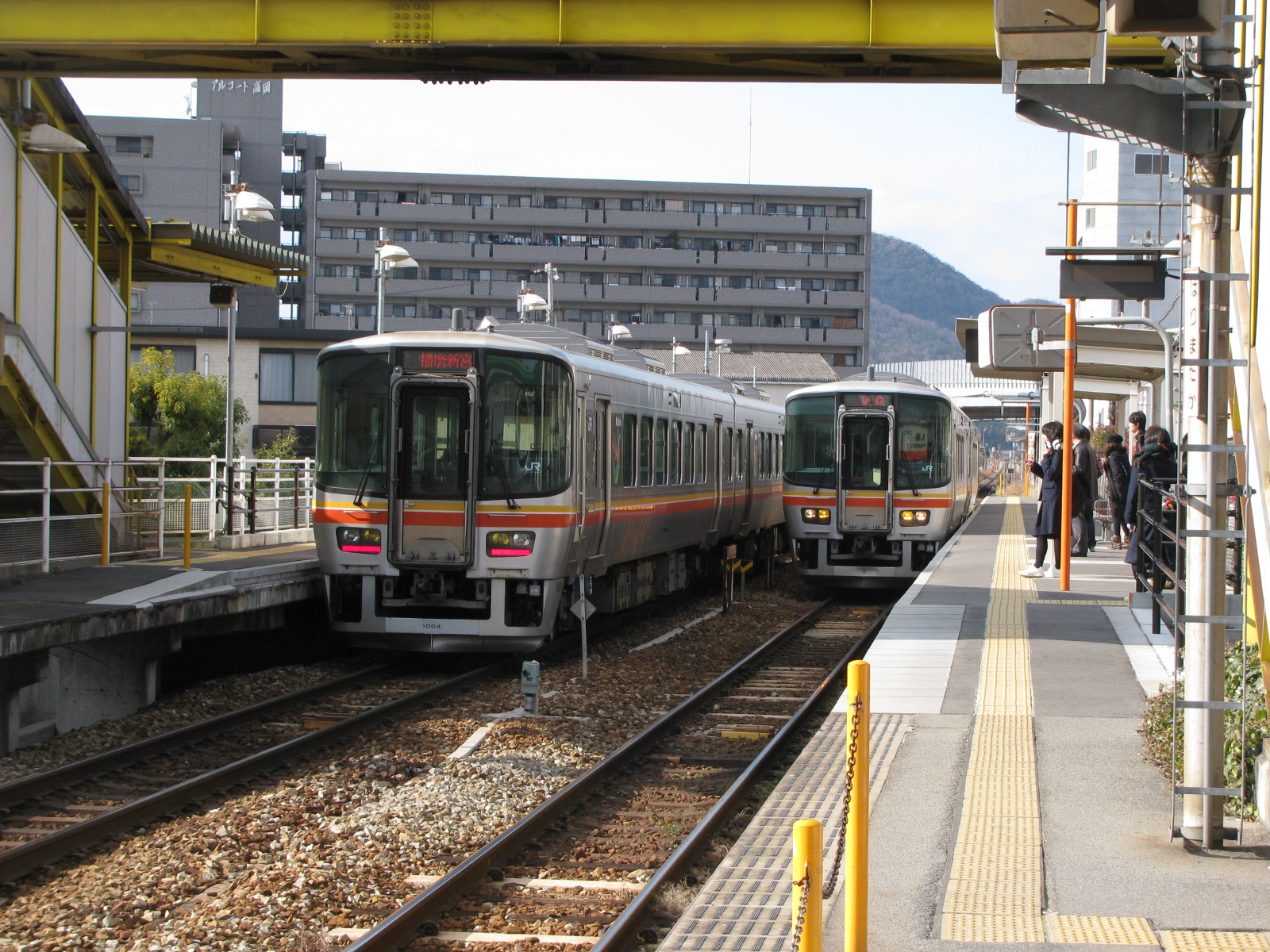
月台

播磨高岡站（日语：／ Harima-Takaoka eki */?）是位於兵庫縣姬路市西今宿三丁目8番1號，西日本旅客鐵道（JR西日本）的姬新線車站。

## 歷史
- 1930年（昭和5年）9月1日 - 姬津線（當時）姬路站至余部站之間開設此站[1]。
- 1934年（昭和9年）11月28日 - 隨著姬津西線開業，姬津線改名為姬津東線，此站成為姬津東線車站。
- 1936年（昭和11年）
  - 4月8日 - 姬路站至東津山站之間全線開通，姬津東線成為姬津線一部分，此站成為姬津線車站。
  - 10月10日 - 姬津線編入至姬新線一部分，此站成為姬新線車站。
- 1971年（昭和46年）3月1日 - 成為無人車站。
- 1979年（昭和54年） - 翻新車站大樓[1]。
- 1987年（昭和62年）4月1日 - 伴隨國鐵分割民營化，車站由西日本旅客鐵道（JR西日本）營運。
- 1994年（平成6年）3月21日 - 增設列車交會設備[2]。
- 2009年（平成21年） - 站前新設迴旋路和單車停泊處。
- 2016年（平成28年）3月26日 - 此站可使用IC卡「ICOCA」[3]。站內設置了IC卡專用簡易閘機。

## 車站構造
車站是一座地面車站，設有2面2線的相對式月台，設有列車交會。曾經設有1面1線的單式月台，不可列車交會，為了進行「JR山陽本線等連續立體交錯工程」的一環，在平成2年度（1990年度）至平成5年度（1993年度）增設列車交會設備（新設1面月台和跨線橋）。在1994年（平成6年）3月21日時間表修正開始使用。
在站內配線方面，北邊（國道2號側）為通過線，為一線通過結構。此站沒有安全側線。鐵路信號機設於兩方向，可進行逆線入線和逆線發車。實際上，北邊（2號月台）為姬路方向月台，南邊（1號月台）為佐用方向月台。兩月台之間設有跨線橋連接。
此站是由姬路鐵道站管理的無人車站。北出口設有簡易車站大樓，在大樓內設有自動售票機。車站設有男女共用廁所（濕廁）。車站內設有閘口，南邊月台跨線橋下設有簡易斜道、乘車券回收箱和IC卡專用簡易型自動閘機。

### 月台
| 月台 | 路線   | 上下行 | 方向     |
| ---- | ------ | ------ | -------- |
| 1    | 姬新線 | 下行   | 佐用方向 |
| 2    | 姬新線 | 上行   | 姬路方向 |

※月台上沒有月台編號標。但是在車站自動廣播中會提及月台編號。靠近車站大樓的月台為2號月台。

## 車站周邊
- 西播汽車學校
- 秩父山公園
- GLORY總部、總部工場
- 國道2號
- 飾磨警署（日语：飾磨警察署）今宿派出所
- 姬路西消防署
- 姬路市假日、夜間急病中心
- 姬路市立高岡小學（日语：姫路市立高岡小学校）
- 姬路市立琴丘高等學校（日语：姫路市立琴丘高等学校）
- 圓山紀念日本工藝美術館

在國道2號上設有神姬巴士西今宿巴士站，該巴士站設有多班前往姬路站的巴士班次（毎小時7至15班）。

## 使用狀況
根據「兵庫縣統計書」，2018年（平成28年）度1日平均乘車人次為1,666人。
以下為近年1日平均乘車人次列表。
| 年度   | 1日平均 乘車人次 |
| ------ | ---------------- |
| 2000年 | 706              |
| 2001年 | 683              |
| 2002年 | 681              |
| 2003年 | 727              |
| 2004年 | 711              |
| 2005年 | 701              |
| 2006年 | 707              |
| 2007年 | 761              |
| 2008年 | 816              |
| 2009年 | 853              |
| 2010年 | 979              |
| 2011年 | 1,055            |
| 2012年 | 1,142            |
| 2013年 | 1,237            |
| 2014年 | 1,234            |
| 2015年 | 1,381            |
| 2016年 | 1,517            |
| 2017年 | 1,645            |
| 2018年 | 1,666            |

## 相鄰車站
西日本旅客鐵道（JR西日本）
 姬新線
姬路－播磨高岡－余部

## 注腳
1. 1 2 3 4 5 6 7 8 9 10 11  . 神戸新聞総合出版センター. 2011-12-15: 166. ISBN 9784343006028 （日语）.
2. 1 2  市政の現状（第4分科会）PDF（日語），姬路市綜合計劃策定審議會，姬路市，2007年8月8日，6頁
3. ↑   (PDF) (新闻稿). 西日本旅客鉄道. 2015年12月18日  [2016-03-26]. （原始内容存档 (PDF)于2016-03-05） （日语）.
4. ↑  兵庫県統計書 （页面存档备份，存于）（日語）

## 外部連結
- 播磨高岡｜車站資訊：JR出門網 - 西日本旅客鐵道（日語）